# Cantón de Fontaine-Française
El cantón de Fontaine-Française era una división administrativa francesa, que estaba situada en el departamento de Côte-d'Or y la región de Borgoña.

## Composición
El cantón estaba formado por once comunas:
- Bourberain
- Chaume-et-Courchamp
- Dampierre-et-Flée
- Fontaine-Française
- Fontenelle
- Licey-sur-Vingeanne
- Montigny-Mornay-Villeneuve-sur-Vingeanne
- Orain
- Pouilly-sur-Vingeanne
- Saint-Maurice-sur-Vingeanne
- Saint-Seine-sur-Vingeanne

## Supresión del cantón de Fontaine-Française
En aplicación del Decreto nº 2014-175 de 18 de febrero de 2014, el cantón de Fontaine-Française fue suprimido el 22 de marzo de 2015 y sus 11 comunas pasaron a formar parte del nuevo cantón de Saint-Apollinaire.